# Leendert Gerrit Westerink
Leendert Gerrit Westerink (* 2. November 1913 in Velp, Gemeinde Rheden; † 24. Januar 1990 in Buffalo) war ein niederländischer Altphilologe.

## Leben
Leendert Gerrit Westerink stammte aus einer Familie, die der Gereformeerde Kerk angehörte, und besuchte das Christelijk Lyceum in Arnheim. Anschließend studierte er an der Katholischen Universität Nijmegen Klassische Philologie, unter anderem bei Joseph Charles François Hubert Schrijnen (1869–1938) und Engelbert Drerup. Aus existentiellen Erwägungen heraus studierte er im Hinblick auf den Schuldienst auch Anglistik. Während seiner Studienzeit in Nijmegen konvertierte er zum römisch-katholischen Glauben. Nach dem Studienabschluss 1945 trat Westerink eine Stelle als Lehrer für Englisch, Latein und Griechisch an einem Gymnasium in Emmen an, die er bis 1965 innehatte. Dort war Hendrik Joan Drossaart Lulofs 14 Jahre lang sein Kollege. 1948 wurde er an der Universität Nijmegen mit einer Textedition der Omnifaria doctrina des Michael Psellos promoviert. Erst 1965 erhielt er auf Empfehlung von Eric Robertson Dodds, André-Jean Festugière, Friedrich Solmsen und Harold Cherniss hin einen Ruf an die Universität von New York in Buffalo. 1984 wurde er dort emeritiert.
Seit 1966 war er korrespondierendes Mitglied der Koninklijke Nederlandse Akademie van Wetenschappen. 1970 wurde er als Gastprofessor an das Collège de France eingeladen. Im akademischen Jahr 1973/1974 war er chercheur associé am CNRS in Paris.
Westerink war Editionsphilologe. Von ihm stammen textkritische Ausgaben von Werken neuplatonischer Philosophen (Proklos, Porphyrios, Damaskios und Olympiodoros) sowie der byzantinischen Autoren Photios und Michael Psellos.
Einer seiner Schüler ist John M. Duffy.

## Schriften (Auswahl)
Gesammelte Schriften und Artikel
- Texts and Studies in Neoplatonism and Byzantine Literature. Collected Papers. Hakkert, Amsterdam 1980, ISBN 90-256-0765-9
- The Alexandrian commentators and the introductions to their commentaries. In: Richard Sorabji (Hrsg.): Aristotle Transformed. The Ancient Commentators and Their Influence. 2., überarbeitete Auflage, Bloomsbury, London 2016, ISBN 978-1-47258-907-1, S. 349–375

Textkritische Ausgaben
- Damascius, Commentaire du Parménide de Platon.
  - Tome 1, éd. Leendert Gerrit Westerink, intr., tr. et notes Joseph Combès, avec la collaboration d’Alain-Philippe Segonds. Paris, Les Belles Lettres, 1997. (Collection des Universités de France). ISBN 2-251-00454-8.
  - Tome 2, éd. Leendert Gerrit Westerink, intr., tr. et notes Joseph Combès, avec la collaboration d’Alain Philippe Segonds. Paris, Les Belles Lettres, 1997. (Collection des Universités de France). ISBN 2-251-00456-4.
  - Tome 3, éd. Leendert Gerrit Westerink, intr., tr. et notes Joseph Combès, avec la collaboration d’Alain Philippe Segonds. Paris, Les Belles Lettres, 2002. (Collection des Universités de France). ISBN 2-251-00500-5.
  - Tome 4, éd. Leendert Gerrit Westerink, intr., tr. et notes Joseph Combès, avec la collaboration d’Alain Philippe Segonds et Concetta Luna. Paris, Les Belles Lettres, 2003. (Collection des Universités de France). ISBN 2-251-00512-9.
- Damascius, Traité des premiers principes. Texte établi par Leendert Gerrit Westerink et traduit par Joseph Combès. 3 Bände, Les Belles Lettres, Paris 1986-1991 (kritische Edition mit französischer Übersetzung).
- Proclus, Théologie platonicienne.
  - Tome 1, Introduction. Livre I ; éd. et tr. Leendert Gerrit Westerink & Henri Dominique Saffrey. Paris : les Belles Lettres, 1968. (Collection des Universités de France). ISBN 2-251-00284-7.
  - Tome 2, Livre II ; éd. et tr. Leendert Gerrit Westerink & Henri Dominique Saffrey. Paris : les Belles Lettres, 1974. (Collection des Universités de France). ISBN 2-251-00285-5.
  - Tome 3, Livre III ; éd. et tr. Leendert Gerrit Westerink & Henri Dominique Saffrey. Paris : les Belles Lettres, 1978. (Collection des Universités de France). ISBN 2-251-00286-3.
  - Tome 4, Livre IV ; éd. et tr. Leendert Gerrit Westerink & Henri Dominique Saffrey. Paris : les Belles Lettres, 1978. (Collection des Universités de France). ISBN 2-251-00287-1.
  - Tome 5, Livre V ; éd. et tr. Leendert Gerrit Westerink & Henri Dominique Saffrey. Paris : les Belles Lettres, 1987. (Collection des Universités de France). ISBN 2-251-00386-X.
  - Tome 6, Livre VI. Index général ; éd. et tr. Leendert Gerrit Westerink & Henri Dominique Saffrey. Paris : les Belles Lettres, 1997. (Collection des Universités de France). ISBN 2-251-00462-9.
- The Greek Commentaries on Plato’s Phaedo, Band 1: Olympiodorus. North-Holland Publishing Company, Amsterdam 1976 (kritische Ausgabe mit englischer Übersetzung).
- Olympiodori in Platonis Gorgiam commentaria. Teubner, Leipzig 1970 (kritische Ausgabe).
- [Anonymous]: Prolegomena to Platonic Philosophy, Amsterdam: North-Holland, 1962. (kritische Ausgabe mit englischer Übersetzung).